# Université Wanli du Zhejiang
 (mars 2017).
L'université Wanli du Zhejiang (chinois simplifié : 浙江万里学院 ; chinois traditionnel : 浙江萬里學院 ; pinyin : ZhèJiāng Wànli Xuéyuàn ; anglais : Zhejiang Wanli University) est une université publique fondée en 1999 et située à Ningbo, dans la province du Zhejiang, en Chine. 

## Histoire
En 1999, le ministère de l'Éducation a accrédité la formation du Zhejiang Wanli College. En 2002, l'école a été renommée "Université Wanli du Zhejiang" et a reçu l'autorisation de décerner le diplôme de bachelor. ZWU offre 36 programmes de premier cycle de 4 ans, qui comprennent des disciplines aussi large que l'économie, le droit, la littérature, la science, l'ingénierie, l'agriculture et la gestion. L'université couvre une superficie totale de 95 hectares et se compose de plusieurs campus: Qianhu, Huilong et Zhashan base,.

## Départements
- École de commerce
- École de droit
- Faculté de Culture et Communication
- Faculté des langues étrangères
- Faculté de design et d'architecture
- Faculté des sciences biologiques et environnementales
- Faculté de génie électronique et de l'information
- Faculté des sciences de l'informatique et des technologies de l'information
- Collège Junior
- Collège de formation continue
- Collège international

## Relations internationales
- Université d'État de New York à Plattsburg (USA)
- Université d'État du Kentucky (USA)
- Université d'État de l'Idaho (USA)
- Université Paris-Est-Créteil-Val-de-Marne (France)
- Université Saint-Louis (Belgique)